# Juan Catalino Domínguez
Juan Catalino Domínguez (Rauch, 4 de mayo de 1910-General Juan Madariaga, 18 de abril de 1948), fue un asesino serial argentino quien, entre 1944 y 1948, mató a ocho personas.

## Antecedentes
Juan Catalino Domínguez nació el 4 de mayo de 1910 en la ciudad de Rauch, Provincia de Buenos Aires. A partir de 1933, agobiado por problemas económicos, comenzó a cometer algunos robos y hurtos en las zonas rurales de Ayacucho y Coronel Vidal. Y entre 1940 y 1943 fue procesado por lesiones en Mar del Plata, donde trabajaba como chofer.
Hacia 1944, Domínguez vivía en el barrio “La Loma”, en la ciudad balnearia, en una modesta casa junto a su mujer y su pequeña hija, Marta. A pesar de las necesidades que lo acuciaban, le dio albergue en su hogar a un amigo suyo llamado Rafael Luchetti. Sin embargo, un día, halló a su esposa manteniendo relaciones sexuales con su huésped. Este lo amenazó inmediatamente con un revólver, y aunque se hallaba desarmado, Catalino se quiso defender a golpes pero recibió un tiro en una pierna. Luchetti aprovechó el momento para escapar con la esposa y la hija en un automóvil con rumbo desconocido.
Malherido, Catalino fue trasladado al hospital donde pasó un tiempo recuperándose.

## Primeros asesinatos
Sabedor de que la madre de Luchetti vivía en Dolores, buscando venganza, se trasladó hasta allí pues suponía que en algún momento la visitaría. Mientras tanto, realizó algunas tareas rurales ocupado por Jaime Casanova, habitando un galpón en las cercanías de la ciudad, lo cual le permitía rondar con frecuencia la casa de la viuda Gregoria Rosas y su concubino, Narciso Peñalba.
Una noche, el despechado se cruzó con la pareja y los interrogó fieramente para que le digan dónde se hallaba Rafael Luchetti, suponiendo que también su esposa y su hija se encontrarían con él. Pero al no responderle satisfactoriamente, comenzó a propinarles a los concubinos una feroz golpiza asesinándolos a golpes y puñaladas. Aún aturdido por su propia ira, Catalino arrastró los cadáveres hasta esconderlos en un pajonal y se dio a la fuga sin saberse su destino.

## Fuga
Descubierto el brutal asesinato, la policía buscó afanosamente al ejecutor. Finalmente lo encontraron en un hotel de mala fama en Mendoza. Sin mediar resistencia lograron detenerlo y, custodiado por dos agentes, dispusieron su traslado a La Plata. Pasando por Pergamino, fingió estar descompuesto, tras lo cual le concedieron permiso para bajar del automóvil, sacándole las esposas para que haga sus necesidades. Internándose en un maizal a la vera del camino, Domínguez se quitó el saco y lo dejó colgado en unas plantas a la vista de los custodios que infructuosamente esperaron su regreso.

## Captura y otra fuga
El 20 de abril de 1945 el atroz homicida fue localizado en la finca de la calle Rodríguez Peña 1526 de Mar del Plata. Había regresado a la ciudad al enterarse de que su hija estaba allí. Sorprendido por la policía -que desde hacía meses lo esperaba-, se resistió a balazos siendo herido en la pierna izquierda por el comisario García. Intentó huir, pero se fracturó, resultando fácilmente capturado.
Domínguez tuvo una nueva y larga convalecencia en el hospital, siempre con custodia y esposado. Pero una noche le pidió al guardia que le quite las esposas para ir al baño. Una vez más, logró huir. Salió por la ventana del sanitario hasta el techo y luego saltó al jardín; en la calle hurtó una bicicleta y se perdió bajo la lluvia de una tormenta, a pesar de tener la pierna con una infección gangrenosa.

## Su paradero
Dicen que estuvo por Río Negro y Neuquén, pero lo cierto es que recaló nuevamente en Dolores. Allí logró encontrar a Luchetti, a su mujer y a su hija. Y cuando la venganza estaba a punto de consumarse, la pareja de amantes logró huir para perderse definitivamente cualquier rastro de ellos. Sin embargo, Catalino logró quedarse con su hija Marta.

## Tres crímenes en Azul
Perseguido por la Policía de la Provincia y también la Federal, luego de trabajar en distintos establecimientos rurales, cambiando de nombre y apellido según las circunstancias y con su hija a cuestas, consiguió empleo en la zona rural de Azul.
Haciéndose llamar Donato Aguirre, dejó a su hija en una pensión al cuidado de los dueños, excusándose en que no podía llevarla al campo. Pero su instinto criminal lo pondría en carrera nuevamente.
El 28 de junio de 1947, Domínguez asesinó de tres balazos al peón Braulio Leguizamón, que vivía en un [[Rancho (vivienda)
rancho]] ubicado en el Cuartel IX, en el campo de propiedad del señor Remigio Casmio. Al parecer, lo había descubierto. Tras cruzar un albardón, escondió el cuerpo entre un montón de bolsas y trapos viejos.
Entretanto, alertada por los dueños de la pensión, la policía ubicó a su hija y al interrogarla a pesar de su corta edad, no quedaron dudas de quién era. Inmediatamente la retiraron de allí y la dejaron internada en el «Hogar del Buen Pastor».
El 8 de julio, Domínguez, que había conseguido una changa en un campo de Chillar que arrendaba Guillermo Alberti, dio muerte al peón Victoriano Serrano y al mismo Alberti. Esa noche, por casualidad, escuchó que lo habían descubierto y sin mediar palabras, los sorprendió en la cocina matándolos a tiros. Al cadáver de Serrano lo arrastró con un caballo unos mil metros hasta una fosa, mientras que al cuerpo de Alberti lo ocultó debajo de unas chapas.
Amparado por la oscuridad de los gélidos caminos, el criminal se trasladó en una camioneta al pueblo con la esperanza de recuperar a su hija y huir. En las cercanías del Instituto de Varones una comisión policial lo avistó, pero consiguió escapar entre las pantanosas calles, montando el caballo que había alcanzado a desatar del carruaje.
Durante varios días estuvo merodeando en las cercanías de Azul. Pero pese a la estricta vigilancia que se mantuvo, una vez por suerte y otra por habilidad, consiguió escapar definitivamente de esa ciudad.
Haciéndose llamar indistintamente Pedro Montenegro o Aguirre, luego de un raid de robos y hurtos por las ciudades de Tandil, Rauch, Dolores, El Tordillo, General Madariaga y sus alrededores, regresó a Mar del Plata radicándose en el barrio “La Juanita” (a la altura de la avenida Pedro Luro y Armenia). Luego se asentó en Colonia Barragán, cerca de Estación Cobo, llegando allí de la mano de Bienvenido Basualdo, un vecino reconocido por tener una gran cantidad de vacas e importantes cultivos de papa y maíz.

## Últimos crímenes
El 7 de marzo de 1948, en la zona rural de El Trío, Partido de General Pueyrredón, halló tres nuevas víctimas. Catalino había trabajado anteriormente en el campo de la familia Mehatz por lo que conocía la vivienda y, aprovechando la ausencia de sus dueños, ingresó para robar en compañía de Orlando Nelson Rosas, de 17 años, quien se hacía llamar Alberto Gómez, nativo del Partido de General Madariaga y fugado de un correccional de menores.
Era un día de elecciones. Imprevistamente, los Mehatz regresaron al hogar porque habían olvidado los documentos para sufragar. El primero en entrar a la casa fue don Martín (jefe de mesa del Casino de la ciudad), al que “a boca de jarro” Catalino le pegó tres tiros. Sus hijos intentaron huir. Martín Mayo, de 22 años, recibió un disparo por la espalda y fue rematado en el piso hasta que se vació el tambor del revólver. Sin balas, Domínguez alcanzó a Marcelo, de 19 años, y lo degolló fríamente. Empero al prolongarse su agonía, con una maza que le alcanzó Rosas, le destrozó la cabeza a golpes.
Con su cómplice cargaron los cadáveres en el automóvil familiar y viajaron hasta la ciudad de General Madariaga, ingresando en el campo de Ángel Casales. Bajo un monte de tala pretendieron esconder el automóvil “enterrándolo”, pero apenas lo cubrieron con leñas y ramas.
Sin remordimientos, Catalino se fue a trabajar a la zona de la estancia “La Eudocia”, donde Alejandro Pétersen regenteaba una fracción de campo lindera y lo tomó como peón. Sin embargo, una mañana leyendo el diario donde se informaba del hallazgo de los cadáveres de la familia Mehatz, la esposa de Pétersen descubrió la verdadera identidad del empleado e informó a la policía. Ahí comenzó nuevamente la persecución de Catalino.

## Muerte
A principios de abril de 1948, el comisario Pedro Cavanva recibió una denuncia del vecino Pedro Jaureguiberry, quien expuso que le habían robado un recado, señalando como autor a un hombre que andaba en “un sulky de ruedas coloradas”. Con el propósito de aclarar el delito, el comisario, el cabo José M. Diuberti y el vigilante Raymundo Manrique, en las primeras horas de la mañana del domingo 18 se trasladaron al campo “La Espadaña”, de Melón Gil, ubicado en el Cuartel I, a seis leguas de la planta urbana de Madariaga.
Allí hallaron al encargado del puesto, Enrique Merlo, quien sostuvo que en su casa no había más moradores. Sin embargo, el comisario advirtió que en la parte posterior de la finca se hallaba estacionado un sulky de las características expresadas por Jaureguiberry.
Los agentes de la policía se dispusieron a revisar las habitaciones del fondo de la propiedad. Repentinamente apareció un desconocido que se parapetó, extrajo un revólver y lo descargó contra la comisión policial. El ataque fue repelido hasta con disparos de Winchester.
Cuatro proyectiles hicieron impacto sobre el agresor -que momentos antes se había despertado sobresaltado- que rodó por el suelo y murió instantáneamente. Se trataba de Juan Catalino Domínguez.
No mucho después de su muerte, Rosas fue capturado en un rancho cercano y encarcelado por su participación en los crímenes. Continuó cometiendo crímenes hasta que él mismo fue asesinado en algún momento durante la década de 1960. La hija de Catalino, Marta, fue trasladada a La Plata y luego a un instituto en Ingeniero Maschwitz, donde permaneció hasta la edad adulta.